# Vladimir Barnaure
Vladimir Barnaure (4 november 1986) is een Roemeense schaker met FIDE-rating 2480 in 2017. Sinds 2006 is hij een Internationaal Meester (IM). 
- Van 8 t/m 13 augustus 2005 werd in Hengelo het Euro Chess Tournament 2005 (Open Nederlands Jeugdkampioenschap) verspeeld. De Stork Young Masters, een onderdeel van dit toernooi, werd gewonnen door Aleksander Rjazantsev met 6 uit 9. Vladimir Barnaure behaalde 5 punten uit negen ronden.
- In 2011 won hij met het team uit Adare de nationale kampioenschappen voor schaakclubs in Ierland.[1]
- In 2014, werd hij, na tie-break tegen Corina-Isabela Peptan, kampioen van Roemenië.[2]

## Externe koppelingen
- (en)   Informatie over schaakpartijen van Vladimir Barnaure op ChessGames.com
- (en)   Informatie over schaakpartijen van Vladimir Barnaure op 365chess.com
- (en)  FIDE-ratinggegevens voor Vladimir Barnaure